# Saint-Germain-du-Bel-Air
Saint-Germain-du-Bel-Air är en kommun i departementet Lot i regionen Occitanien i södra Frankrike. Kommunen ligger i kantonen Saint-Germain-du-Bel-Air som tillhör arrondissementet Gourdon. År 2022 hade Saint-Germain-du-Bel-Air 604 invånare.

## Befolkningsutveckling
Antalet invånare i kommunen Saint-Germain-du-Bel-Air
| Referens: INSEE |